# Druml
Druml ist ein deutscher Familienname.

## Herkunft und Bedeutung
Der Familienname Druml ist ein im deutschsprachigen Raum vorkommender Familienname, der sich vom mittelhochdeutschem Wort trumbe ableitet. Trumbe steht für „Trompete“, „Trommel“ oder „Laute“.

## Namensträger
- Christiane Druml (* 1955), österreichische Juristin und Bioethikerin
- Tomaž Druml (* 1988), österreichischer Nordischer Kombinierer